# The Clairvoyant
A The Clairvoyant az Iron Maiden brit heavy metal együttes 1988-as Seventh Son of a Seventh Son című albumának harmadik kislemezes dala, mely a brit slágerlistán a 6. helyig jutott. 1990-ben a The First Ten Years box set részeként adták ki újra a kislemezt CD-n.

## Története
A The Clairvoyant kislemezt a Seventh Tour of a Seventh Tour elnevezésű lemezbemutató turné, 1988. november közepén kezdődő, második angliai szakaszának felvezetéseként adták ki november 7-én. A hagyományos 7 inches változaton a dal nagylemezről kimásolt stúdiófelvétele szerepelt az A-oldalon, míg a B-oldalon az Iron Maiden 1982-es harmadik albumáról származó The Prisoner koncertfelvétele, amit az 1988-as Monsters of Rock fesztiválon, a Donington Parkban rögzítettek augusztus 20-án. A 12"-es maxi single és CD single változatra azonban már nem a The Clairvoyant stúdióváltozata, hanem a dal szintén a Monsters of Rock fesztiválon rögzített koncertfelvétele került. B-oldalon a The Prisoner és a Heaven Can Wait élő verziói ugyanerről a koncertről. 1988. augusztus 20-án a Donington Parkban olyan előadók előtt lépett fel az Iron Maiden, mint a Kiss, David Lee Roth, a Megadeth, a Guns N’ Roses és a Helloween. A fellépők rekord nagyságú tömegnek, 107 000 embernek játszottak. A The Clairvoyant videóklipje is a fesztiválon készült.
A The Clairvoyant kislemez 8 hétig szerepelt a brit slágerlistán, és legjobb helyezése a 6. hely volt. A Seventh Son of a Seventh Son albumhoz kiadott kislemezek borítóin Derek Riggs grafikus a megszokottól eltérő, szürreális módon ábrázolta Eddie-t. A The Clairvoyant borítóján Eddie leszakított fején alulról felfelé egy fúrószár hatol át, és a több oldalról megrajzolt fej azt a hatást kelti, hogy a fúró és rajta Eddie feje együtt forognak. Eddie nyelve és meglékelt koponyája sárga lánggal ég. A jövőbe látást jelképező harmadik szem Eddie homlokán nyitva.

## Számlista
7" kislemez
1. The Clairvoyant (Steve Harris) – 4:26
2. The Prisoner (live at Monsters of Rock, Donington Park, 1988)  (Adrian Smith, Harris) – 6:07

12" kislemez
1. The Clairvoyant (live at Monsters of Rock, Donington Park, 1988) (Harris) – 4:24
2. The Prisoner (live at Monsters of Rock, Donington Park, 1988)  (Smith, Harris) – 6:07
3. Heaven Can Wait (live at Monsters of Rock, Donington Park, 1988)  (Harris) – 7:28

## Közreműködők
- Bruce Dickinson – ének
- Dave Murray – gitár
- Adrian Smith – gitár
- Steve Harris – basszusgitár
- Nicko McBrain – dobok
- Michael Kenney – billentyűs hangszerek